# Diana von Poitiers

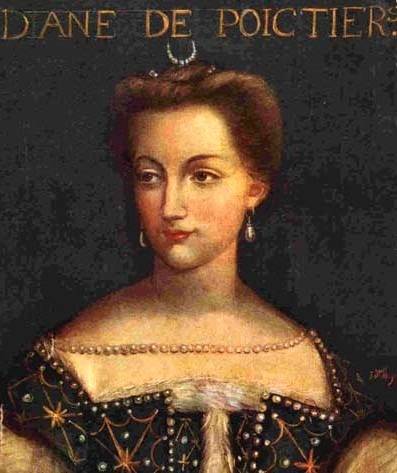
Diana von Poitiers auf dem Porträt eines unbekannten Künstlers

Diana von Poitiers (französisch Diane de Poitiers; * 31. Dezember 1499, 3. September 1499 oder 9. Januar 1500 in Saint-Vallier, Étoile oder Poitiers; † 22. April 1566 im Schloss Anet bei Paris) war Gräfin von Saint-Vallier, seit 1548 Herzogin von Valentinois und seit 1553 Herzogin von Étampes. Bekannt wurde sie als die Mätresse und Vertraute König Heinrichs II. von Frankreich.
Wegen des Altersunterschiedes von rund 19 Jahren zwischen dem jungen Heinrich und seiner älteren Mätresse ist die Beziehung bis heute Ziel von Spekulationen. Obwohl Diana nach dem Tod ihres Mannes Louis de Brézé ein ruhiges Leben als wohlhabende Witwe in der Provinz hätte führen können, kehrte sie aus nicht abschließend geklärten Gründen an den französischen Hof zurück. Sie umsorgte Heinrich, organisierte sein Liebesleben und war unanfechtbarer Mittelpunkt des Hofes. Erst als Heinrich starb, verließ sie den Hof und zog sich auf ihre Güter zurück.
Bis heute gehört sie, aufgrund der ambivalenten historischen und modernen Darstellungen, zu den bekanntesten Frauen am französischen Königshof der Neuzeit.

## Leben

### Jugend und Heirat mit Louis de Brézé
Diana von Poitiers war die Tochter von Jean de Poitiers, Sire de Saint-Vallier, aus dem Haus Poitiers-Valentinois, und Jeanne de Batarnay. Im Alter von sechs Jahren wurde sie durch den Tod ihrer Mutter Halbwaise. Ihre weitere Erziehung wurde von Anne de Beaujeu übernommen. Historiker vermuten, dass Diana schon früh bei Hofe eingeführt wurde und mit dem Hochadel verkehrte; Genaueres über ihre Jugend und Erziehung ist bisher nicht nachweisbar. Gesichert scheint, dass Diana nicht – wie von einigen Historikern gemutmaßt – zusammen mit den königlichen Kindern am französischen Hof aufgewachsen war.
Als Claude de France im Jahre 1514 ihren Cousin Franz von Angoulême, den späteren König Franz I., heiratete, wurde Diana Hofdame der jungen Königin. Am 29. März 1515 heiratete sie den 56 Jahre alten und von Zeitgenossen als unattraktiv beschriebenen Louis de Brézé, Seneschall der Normandie aus dem Haus Brézé. Er war durch seine Mutter Charlotte, einer legitimen Tochter König Karls VII. von Frankreich und dessen Mätresse Agnès Sorel, königlicher Abstammung. 1517 brachte Diana ihre erste Tochter Françoise zur Welt, und zwei Jahre später folgte Tochter Louise.

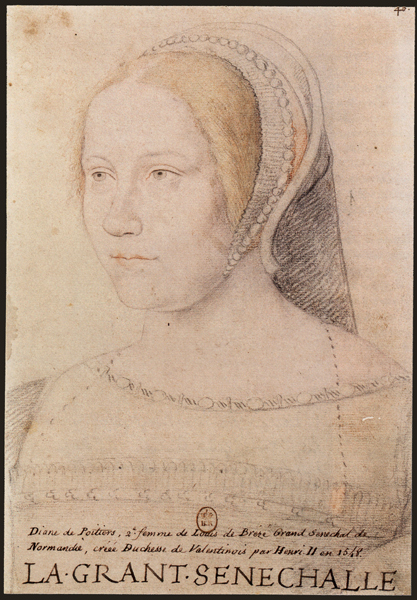
Diana von Poitiers, „La Grant Senechalle“, Paris, BNF, Estampes, Rés. Na 22

1524 wurde ihr Vater als Komplize einer Verschwörung des Connétable von Frankreich, Charles III. de Bourbon-Montpensier des Hochverrats angeklagt, gefangen genommen und zum Tode verurteilt, aber begnadigt. Er soll das Schafott bereits bestiegen haben, als ein Bote mit dem Begnadigungsschreiben des Königs eintraf.

### Begegnung mit Heinrich
Diana und ihr Mann Louis führten eine außergewöhnlich harmonische Ehe. Schon früh soll Diana zu einer Art Vorbild für Heinrich, den zweiten Sohn Franz’ I., geworden sein, da sie ihn 1526 begleitete, als er und sein Bruder als Geiseln an die Spanier übergeben wurden, und sich nach seiner Freilassung um ihn kümmerte.
„Gegen ihre Natur ergriffen vom grausamen Schicksal der Kinder, umarmt Diane Heinrich und küsst ihn zärtlich zum Abschied. Niemand ahnt, dass dieser mütterliche Kuss eines Tages auf dem Schicksal des Königreiches lasten sollte“.
Heinrich soll, vielleicht in Erinnerung an die liebevolle Geste Dianas bei der Geiselnahme, seine Standarte aus Verehrung vor ihr gesenkt haben, als er im Rahmen des Turniers zu den Feierlichkeiten der Hochzeit seines Vaters mit Eleonore von Österreich als Kämpfer antrat.
„Im Zuge der Hochzeitsfeier wurde ein Turnier veranstaltet, an dem die beiden Söhne des Königs teilnahmen. Es war Brauch, dass jeder Ritter sein Banner vor einer Dame senkte zum Zeichen seiner Verehrung. Auch Heinrich hielt sein Pferd vor der Tribüne an und legte seine Standarte der Frau des Großseneschalls zu Füßen…“
Am 24. April 1530 wurde der Heiratsvertrag zwischen Franz I. (für seinen zweiten Sohn Heinrich von Orléans, den späteren König Heinrich II.) und Katharina von Medici auf Schloss Anet im Beisein des Großseneschalls der Normandie und dessen Frau Diana unterzeichnet. Drei Jahre später trat Katharina von Medici ihre Reise nach Frankreich an und wurde am 28. Oktober 1533 von ihrem Onkel Papst Clemens VII. mit Heinrich vermählt.

### Tod des Ehemanns
Der Tod ihres Mannes Louis de Brézé im Frühsommer 1531 traf Diana so schwer, dass ihre Trauer von späteren Berichterstattern oft als Heuchelei ausgelegt wurde. So soll sie beim Tod ihres Mannes erklärt haben, ihre Witwenkleidung nie wieder abzulegen, und trug ab diesem Tag und ihr ganzes weiteres Leben ausschließlich Schwarz. Ihr schwarzes Kleid wurde, zusammen mit einem edelsteinbesetzten Gürtel, zu ihrem Markenzeichen und Erkennungsmerkmal. Da sie mit 32 Jahren noch keinen Rückzug in das Privatleben plante, kehrte sie an den französischen Hof zurück. Laut Thoma soll Franz I. Diana darum gebeten haben, sich um seinen zweitältesten Sohn, Heinrich, zu kümmern, da dieser verschlossen und kontaktscheu war, und weil ihm das gute Verhältnis zwischen Heinrich und Diana schon früher aufgefallen sei.
„Also erzählte er (Franz I.) ihr von seinen Sorgen, worauf ihm Diane geantwortet haben soll: „Vertraut mir, ich werde ihn zu meinem Ritter machen.“ Von nun an sollte sich Madame de Brézé um die Erziehung des Prinzen kümmern.“

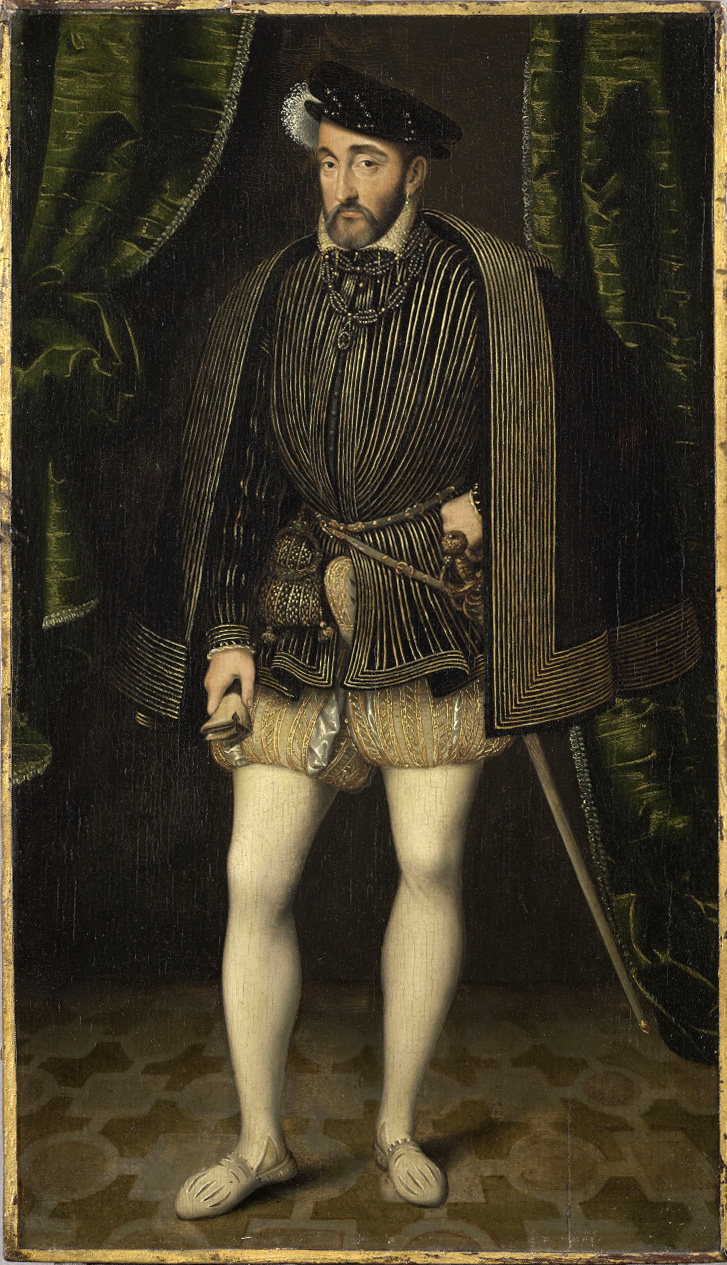
König Heinrich II.

Mit dem Einverständnis des Königs wurde Diana zur Mentorin des jungen Prinzen. Heinrich wird als „düster und bizarr“ beschrieben. Laut Jurewitz-Freischmidt soll der Prinz „stets Schwarz getragen, keinen Wein getrunken und wenig gelacht haben. Er mied Gesellschaft und lebhafte Unterhaltungen.“ Dieser Erziehungsauftrag gab Diana auch wieder eine wirkliche Bedeutung am französischen Hof, die sie durch den Tod ihres Mannes verloren hatte. Sie und Anne de Pisseleu d’Heilly, die duchesse d’Étampes, waren zu dieser Zeit die mächtigsten Frauen am Hofe. Beide behandelten einander höflich und respektvoll, obwohl sie zu dieser Zeit schon Rivalinnen um die königliche Aufmerksamkeit waren.
Die Situation am französischen Hof, die Katharina von Medici bei ihrer Ankunft vorfand, stellte sich als eine von Madame d’Étampes beherrschte Gesellschaft vor, da Eleonore von Österreich nicht ständig bei Hofe lebte und für den Kronprinzen noch keine passende Braut gefunden war. Das Interesse an Katharina war daher sehr gering, da sich aller Aufmerksamkeit auf den Thronfolger Franz konzentrierte. Katharina von Medici wäre am französischen Hof weitgehend isoliert geblieben, hätte sie sich nicht einen Platz in der engeren Gesellschaft rund um ihren Schwiegervater erobert. Sie war zwar mit ihren etwas vorstehenden Augen und ihrer zur Fülligkeit neigenden Gestalt nicht hübsch, aber gesellschaftlich gewandt, eine geübte und beherzte Reiterin, eine gewitzte und einnehmende Gesprächspartnerin und bereit, bei den mitunter rauen Scherzen, die der französische König schätzte, mitzumachen. Ihren Mann Heinrich dagegen konnte sie nicht für sich erobern. Seine Verbindung zu Diana von Poitiers wurde immer enger, und er reagierte mit Missfallen auf die leisesten Anzeichen einer engen Beziehung zwischen seiner Ehefrau und seiner Freundin.

### Tod des Kronprinzen
Am Morgen des 10. August 1536 starb der französische Thronfolger unerwartet nach kurzer und heftiger Krankheit. Katharinas Ehemann Heinrich war nun der neue Anwärter auf den französischen Thron. Die Situation für Katharina verschlechterte sich durch ihre neue Position als Frau des Kronprinzen. Sie war bereits seit drei Jahren mit Heinrich verheiratet und bislang hatten sich nicht die geringsten Anzeichen von Schwangerschaften eingestellt. Nachdem Heinrich 1538 auch noch Vater einer unehelichen Tochter mit der Italienerin Filippa Duci wurde, vermutete man am französischen Königshof bei ihr die Ursache für die Kinderlosigkeit der Ehe. Immer häufiger wurden Überlegungen laut, die Ehe aufgrund der Unfruchtbarkeit von Katharina zu scheiden. Spätestens zur Thronbesteigung drohten ihr sogar die Verstoßung oder lebenslanger Klosteraufenthalt.
Heinrichs erste uneheliche Tochter mit der Italienerin Filippa Duci wurde auf den Namen Diane de Valois getauft, und Diana von Poitiers, nun offiziell von der Erziehung Heinrichs entlassen, übernahm die Erziehung des kleinen Mädchens. Auch wenn Heinrich seine Tochter später offiziell anerkannte und sie nach seiner Mätresse benannte, war sie nicht die Tochter von Heinrich und Diana, wie es verschiedentlich nachlesbar ist. Der Druck auf Katharina hingegen nahm, nachdem die Fruchtbarkeit ihres Mannes bewiesen war, immer mehr zu. Bisher nahm man allgemein an, dass Heinrich unter einer Hypospadie litt, welche die Zeugungsfähigkeit beeinträchtigte. Nach der Geburt seiner Tochter wurden die Rufe nach einer Verstoßung von Katharina lauter.
Ausgerechnet Diana von Poitiers setzte sich für eine Fortsetzung der Ehe ein, denn eine neue, junge Braut hätte möglicherweise ihre Position gefährdet. Heinrich, der zu seinem Vater ein distanziertes Verhältnis hatte, überzeugte sie mit dem Hinweis, dass es vor allem die Parteigänger seines Vaters waren, die sich für eine Scheidung einsetzten. So soll Diana von Poitiers Katharina Medikamente geschickt haben, die ihre Empfängnisbereitschaft erhöhen sollten, und sie soll auch dafür gesorgt haben, dass Heinrich regelmäßig Geschlechtsverkehr mit seiner jungen Frau hatte.
Die letztendliche Entscheidung über eine Scheidung lag jedoch bei Franz I. Auch Madame d’Étampes, der ein Erhalt und Absicherung ihrer Position nach dem Tode von Franz I. sehr am Herzen lag, ergriff Position für Katharina. Sollte durch die Thronbesteigung von Heinrich Diana von Poitiers an Macht gewinnen, würde die Freundschaft zu Katharina sie sicher auch vor Rachemaßnahmen schützen. Dem französischen Hof stand zwar der König offiziell vor, doch die Machtsituation am Hofe wurde im Grunde von Frauen bestimmt: Diana von Poitiers, Anne d’Étampes und bald auch Katharina von Medici – Diana als Mätresse und Beraterin des Kronprinzen, Anne d’Étampes als Mätresse des Königs und Katharina von Medici, als zukünftige Königin und Mutter des zukünftigen Königs.

### Liebe zu Heinrich
Im Laufe des Jahres 1538 schien sich das offiziell als platonisch dargestellte Verhältnis zwischen Heinrich und Diana zu verändern. Es wandelte sich in ein offen gelebtes Liebesverhältnis. Was Diana oder Heinrich veranlasste, diese Fassade aufzugeben, ist unbekannt.
Anne Pisselieu soll, nachdem sie von dem geänderten Verhältnis zwischen Diana und Heinrich erfahren hatte, bei Dichtern spöttische Lieder und Reime in Auftrag gegeben haben, die einzig das Ziel hatten, das Ansehen und Aussehen von Diana von Poitiers lächerlich zu machen. Die Mätresse Franz’ I., die selbst gerne ihr eigenes Geburtsjahr mit dem Jahr der Hochzeit zwischen Diana und Louis de Brézé angab, war mit ihrem eigenen Alter ebenso verschwiegen, wie sie Dianas Alter bekannt machte. Das genaue Geburtsjahr von Anne Pisselieu ist bis heute nicht bekannt. Man kann davon ausgehen, dass sie sicher keine 15 Jahre jünger war als Diana. Die Pamphlete, die sie über Diana verfassen ließ, bezeichneten diese unter anderem als die „Älteste der Alten“ und die „Verbrauchteste“.
Katharina von Medici unterzog sich gleichzeitig allen möglichen medizinischen Prozeduren, um endlich schwanger zu werden. Trotzdem dauerte es bis 1543, bis eine Schwangerschaft festgestellt wurde – nach zehn Jahren Ehe mit Heinrich. Am 19. Januar 1544 gebar sie in Anwesenheit des französischen Königs endlich ihren ersten Sohn, der nach ihrem Schwiegervater Franz genannt wurde. In den nächsten zwölf Jahren folgten neun weitere Kinder, von denen sechs ihre Kindheit überlebten.
Mit der Geburt ihres ersten Sohnes veränderte sich die Position von Katharina am französischen Hof signifikant. Sie hatte nun erstmals eine zentrale Rolle am königlichen Hof inne. Bestehen blieb jedoch die enge Bindung zwischen Heinrich und Diana von Poitiers, die nicht nur ebenso wie der französische König während der Geburt des ersten Sohnes anwesend war, sondern sich auch in die Erziehung der Kinder einmischte.

### Heinrich wird König
Heinrich verstand sich mit seinem Vater nie wirklich gut und zog sich durch Dianas Beratung auch immer mehr von seinem Vater zurück. So blieb Heinrich auf Anraten von Diana seit Anfang 1545 auch den Sitzungen des geheimen Rates fern, um nicht für die verfehlte Politik des Vaters verantwortlich gemacht zu werden. In seinen letzten Tagen ließ der König aber doch nach seinem Sohn schicken. So soll Franz I. seinem Sohn auch das Wohlergehen Anne Pisselieu d’Étampes mit folgenden Worten ans Herz gelegt haben: „Sie ist eine Dame […] unterwirf dich nie einem anderen Willen, so wie ich mich dem ihren unterworfen habe.“ Am 31. März 1547 starb der französische König, und sein Sohn bestieg als Heinrich II. den französischen Thron.
Nachdem Heinrich König wurde, erwartete vor allem Anne Pisselieu als machtlose Mätresse eines toten Königs die Rache der neuen Maitresse en titre. Ihr Ehemann Jean de Brosse, Herzog von Étampes, hatte sich aus dem Leben seiner Frau vollkommen zurückgezogen, solange sie die Mätresse des Königs war. Auf Drängen von Diana klagte dieser nun auf seine Rechte als Ehemann. Dieses Vorgehen entsprach dem Bild von Diana, der katholischen, moralischen, hoch-konservativen und tugendhaften Dame und ihrer intriganten Natur. Annes Ehemann tauchte wieder auf, pochte auf seine Rechte – vor allem auf den Nießnutz der laufenden Pensionen und Ländereien – und schickte sie auf seinen Besitz in der Bretagne, auf Schloss La Hardoninaye. So war ihre schärfste Gegnerin am Hofe, im Rahmen der ehelichen und religiösen Sittlichkeit, elegant aus dem Wege geräumt, ohne dass sich Diana durch Intrigen gar selbst mit Schuld belastete.
Dianas Einfluss auf den neuen König ging nun, da kein Vater und andere Berater am Hofe waren, noch weiter als zuvor. Noch in der Nacht zum 2. April 1547 wurden alle alten Vertrauten des Königs ihrer alten Ämter enthoben, einige sogar gefangen genommen. Als überzeugte Katholikin bestärkte sie Heinrich in der Verfolgung einer gegen die Hugenotten gerichteten Politik. Mit ihrem Einfluss auf den König brachte sie die Regierungsgeschäfte in die Hände des Connétable Montmorency, des Marschalls Jacques d’Albon, seigneur de Saint-André und des Kardinals Charles de Lorraine-Guise. Mit dem Bruder des letzteren, Claude de Lorraine, duc d’Aumale, vermählte sie zudem ihre jüngere Tochter Louise de Brézé.

### Wachsender Einfluss
Zur Krönung am 25. Juli 1547 trug der neue König als Zeichen seiner Verbundenheit mit seiner Geliebten auf seinem blauen, mit goldenen Lilien bestickten Wams ein besonderes Zeichen. Von links nach rechts gelesen ergibt es zwei Rücken an Rücken stehende „D“, die in ein „H“ eingeschrieben sind. Während der Krönung sitzt Diane auf einem der vordersten Plätze, während die schwangere Katharina auf eine hintere Tribüne gesetzt wurde.
Bereits im ersten Jahr nach der Thronbesteigung Heinrichs bekam sie das Herzogtum Valentinois und das Schloss Chenonceau übertragen. Sie bekam ebenso die Kronjuwelen geschenkt, die sie in der Folge bei offiziellen Anlässen trug, wie dies auch schon Madame d’Étampes getan hatte. Mit den großzügigen Unterhaltszahlungen des Königs konnte sie ihre Schlösser Chenonceau und Anet durch den damals berühmtesten Architekten, Philibert Delorme (1510–1570), umbauen lassen. Diana ließ eine Steuer auf jede Kirchenglocke des Reiches erheben, die ausschließlich in ihre Kasse floss. François Rabelais soll dazu bemerkt haben: dem König habe es gefallen, alle Glocken seines Reiches seiner Stute um den Hals zu hängen. Der König überließ Diana auch die sogenannten „terres vagues“, Ländereien, deren Besitzverhältnisse ungeklärt waren, und allen eingezogenen Besitz verurteilter Juden und Häretiker. Neben diesen Bereicherungen setzte Diana auch ihren Anspruch auf den Titel und den Besitz ihres Vaters durch, obwohl diese nur einem Prinzen von Geblüt zustanden und zur Dauphiné gehörten.
Auch in die Auswahl der Hofdamen von Katharina mischte Diana sich ein. Die Königin von Frankreich erhielt nur noch vier, von der Mätresse handverlesene Hofdamen. Als die verwitwete Königin Eleonore darum ersuchte, Frankreich verlassen zu dürfen, richtete sie die Bitte an Diana, nicht an ihren Stiefsohn. Ihre Intervention, die Lebensbedingungen von Anne d’Étampes zu erleichtern, wurde von Diana allerdings überhört.

### Exil und letzte Tage
Schon vor den Turnierfeierlichkeiten zur Hochzeit von Elisabeth von Valois und Philipp II. von Spanien hatte Katharina mehrfach versucht, ihren Mann von den Kämpfen abzuhalten. Ihr Astrologe Simonei hatte ihr geweissagt, dass ihr Ehemann mit vierzig Jahren im Zweikampf sterben würde. Nostradamus veröffentlichte außerdem seit 1556 geheimnisvolle Vierzeiler, an denen heute noch herumgerätselt wird.
Eine dieser Weissagungen, die den Tod von Heinrich angeblich vorhersagten, lautet:
| „Le lyon ieune le vieux surmontera, En champ bellique par singulier duelle: Dans cage d'or les yeux luy creuera, Deux classes une, puis mourir, mort cruelle.“ | „Der junge Löwe wird den alten besiegen, Auf dem Schlachtfeld in einem einzigen Duell: Im goldenen Käfig wird er ihm die Augen ausstechen, Zwei Flotten/Armeen einig, dann wird er einen grausamen Tod sterben.“ |

Am 30. Juni 1559 trat Heinrich in den Farben seiner Favoritin Diana zum Turnier an. Gabriel de Lorges, Graf von Montgomery, war der Turniergegner, dessen abgebrochene Lanze durch das goldene Visier des Königs drang, sein Auge durchstieß und ins Gehirn eindrang. Zehn Tage dauerte das qualvolle Sterben Heinrichs. Nach dem Ende des Turniers wurde Diana bei Hofe nicht mehr gesehen. Sobald sich Katharina von ihrem Schock erholt hatte, befahl sie, Diana nicht in die Nähe des Königs kommen zu lassen. Das Verbot war sehr leicht einzuhalten, da der König nicht ein einziges Mal nach seiner Mätresse verlangte.
Diana von Poitiers bat in einem Schreiben, das sie zusammen mit den Kronjuwelen an Katharina schickte, demütig um Vergebung. Die Königin forderte nur die Rückgabe von Schloss Chenonceau und bot zum Austausch Chaumont an. Der französische Hof allerdings weinte Diana keine Träne nach. Sie selbst widmete sich der Verwaltung ihrer Güter und beobachtete den Hof nur noch aus der Ferne.
Diana von Poitiers, Witwe Brézé, Herzogin von Valentinois, starb am 25. April 1566, sechs Jahre nach Heinrich. Ihre Grabinschrift lautete auf eigenen Wunsch „Priez Dieu pour Diane de Poitiers“ (deutsch: „Betet für Diane de Poitiers“).

### Diana und Katharina
Diana von Poitiers und Katharina von Medici waren scharfe Rivalinnen, traten jedoch in der Öffentlichkeit gemeinsam auf. Angeblich war es Diana, die Heinrich dazu anhielt, mit Katharina so viele Kinder wie möglich zu zeugen, die diese zwischen 1544 und 1556 gebar. Diana unterstützte sie bei der Geburt und kümmerte sich wie eine Ersatzmutter um die Kinder. Als Katharina schwer erkrankte, sorgte Diana persönlich für ihre Pflege.
Doch wie viele der Adeligen am französischen Hof, war auch Diana blind für die Anzeichen von Diplomatie und Klugheit von Katharina. Auch sie wurde geblendet von der so offen zur Schau getragenen Demut und Fügsamkeit der „Kaufmannstochter“ aus Florenz. Zwar war Katharina durch die vielen Schwangerschaften und Geburten abgelenkt und wagte es nicht, ihrem Mann und seiner Mätresse in die Politik des Landes hineinzureden, aber Katharina wusste, dass ihre Stunde auch dank ihres Geschicks, sich einige wichtige Parteigänger von Diana zum Freund zu machen, bald kommen und sie diese zu nutzen wissen würde.

## Nachkommen
Kinder mit Louis de Brézé:
- Françoise (1517–1574), heiratete Robert IV. de La Marck
- Louise (1519–1577), heiratete Claude de Lorraine, duc d’Aumale, Bruder von Marie de Guise

## Rezeption im Film
- Diane – Kurtisane von Frankreich; USA 1956; Drehbuch von Christopher Isherwood mit Lana Turner in der Rolle der Diane
- Reign; USA/Kanada 2013–2017; mit Anna Walton in der Rolle der Diane